# نادي شباب بشرى
نادي شباب بشرى الرياضي Shabab Bushra Sports Club هو نادي كرة سلة أردني مقره في منطقة بشرى إربد، الأردن .  يتنافس حاليًا في الدوري الأردني الممتاز لكرة السلة، وهو المستوى الأعلى لكرة السلة الأردنية.

## اللاعبون

### القائمة الحالية
ملاحظة: تُشير الأعلام إلى أهلية الفريق الوطني في الأحداث التي يعترف بها الاتحاد الدولي لكرة السلة. قد يَحمل اللاعبون جنسية غير مَعروضة، وهي من غير الاتحاد الدولي لكرة السلة.

## روابط خارجية
- الملف الشخصي للفريق في Asia-basket.com